# Cseh Sörfesztivál

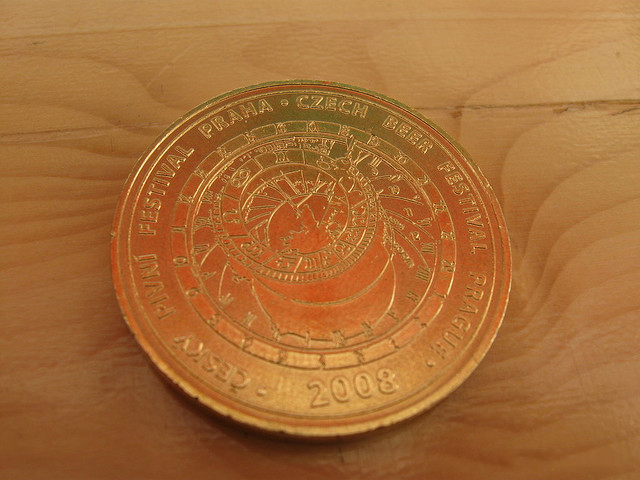
Egy 5 toláros érme, korábban ilyenekkel lehetett fizetni az ételért és az italért

A Cseh Sörfesztivál (csehül Český pivní festival) a legnagyobb sörfesztivál Csehországban, melyet Prágában tartanak minden évben május közepétől 17 napon keresztül.
A fesztiválon nagyjából 120 különböző sört lehet megkóstolni, a cseh nagyüzemi sörgyárak mellett kisüzemi és kézműves sörök is képviseltetik magukat, illetve minden évben külföldről meghívott vendéggyárak kínálatát is meg lehet ismerni. A fesztivált a Hradzsintól északkeletre, a Moldva feletti Letná parkban (Letenské sady) rendezik meg egy 40x100 méteres zárt sátorban, ahol egyszerre akár 10 000 ember is elfér. A kiszolgálást körülbelül 200 hagyományos cseh népviseletbe öltözött lány és fiú végzi. A sörök mellett ételeket is árusítanak, a hagyományos cseh konyha mellett külföldi konyhák is bemutatkoznak. A fesztiválon készpénzben nem lehet fizetni, a belépéskor mágneses kártyát kell kiváltani, melyet bármennyi összeggel fel lehet tölteni. Korábban tolárt használtak, mely egy speciális érme volt különféle címletekben.
A brit Financial Times napilap 2012-ben rangsorolta a világ fesztiváljait, a 40-es listára a prágai sörfesztivál is felkerült.
Az eseményre évről évre több külföldi turista érkezik, sokan kifejezetten a fesztivál miatt érkeznek Prágába. A sikeren felbuzdulva Frankfurtban, Berlinben, Moszkvában is rendeznek cseh sörfesztivált. 2013-ban a tengerentúlra is eljutott, Chicagóban és New Yorkban is rendszeresen megtartják. Budapesten minden év júniusában tartják a cseh sörfesztivált, 2017-ben már a tizedik alkalommal.

## Fordítás
- Ez a szócikk részben vagy egészben  a(z)   Český pivní festival című cseh Wikipédia-szócikk fordításán alapul.  Az eredeti cikk szerkesztőit annak laptörténete sorolja fel. Ez a jelzés csupán a megfogalmazás eredetét és a szerzői jogokat jelzi, nem szolgál a cikkben szereplő információk forrásmegjelöléseként.
- Ez a szócikk részben vagy egészben  a   Czech Beer Festival című angol Wikipédia-szócikk fordításán alapul.  Az eredeti cikk szerkesztőit annak laptörténete sorolja fel. Ez a jelzés csupán a megfogalmazás eredetét és a szerzői jogokat jelzi, nem szolgál a cikkben szereplő információk forrásmegjelöléseként.